# Elacatinus digueti
Elacatinus digueti is een  straalvinnige vissensoort uit de familie van grondels (Gobiidae). De wetenschappelijke naam van de soort is voor het eerst geldig gepubliceerd in 1901 door Pellegrin.
De soort staat op de Rode Lijst van de IUCN als niet bedreigd, beoordelingsjaar 2007.